# Vasco Bergamaschi
Pour les articles homonymes, voir Bergamaschi.
Vasco Bergamaschi (né le 29 septembre 1909 à San Giacomo delle Segnate, dans la province de Mantoue en Lombardie, - mort le 24 septembre 1979 à Sermide dans la même région) est un coureur cycliste italien. Professionnel en 1930 puis de 1932 à 1943, il a notamment remporté le Tour d'Italie 1935.

## Biographie
Leader de l'équipe italienne Maino, il remporte le Tour d'Italie 1935 devant Giuseppe Martano et Giuseppe Olmo.
Vasco Bergamaschi a dirigé l'équipe Torpado de 1954 à 1962.

## Palmarès

### Palmarès année par année
- 1928
  -  Champion d'Italie amateurs du contre-la-montre par équipes
  - Popolarissima delle Palme
- 1930
  - Tour de Hongrie
  - Coppa Collecchio
  - Coppe del Re
  - 2e du Tour de Vénétie
- 1932
  - 2e du Tour des deux provinces
  - 3e de Milan-Modène
- 1933
  - 2e de Milan-Mantoue
- 1935
  - Tour d'Italie :
    -  Classement général
    - 1re et 11e étapes

  - 13ea étape du Tour de France
  - Tour de Vénétie
  - 1 étape du Tour des 4 Provinces
  - 2e du Tour des deux provinces
  - 2e du Tour de la province de Milan (avec Aldo Bini)
  - 3e du championnat d'Italie sur route
- 1936
  - 3e de Milan-Mantoue
  - 8e du Tour d'Italie
- 1937
  - Coppa Buttafuochi
- 1938
  - 2e du Tour de Campanie
- 1939
  - 1re étape du Tour d'Italie
  - Coppa Federale
  - 2e du Tour d'Ombrie
  - 3e de Roma-San Benedetto
- 1940
  - Milan-Modène
  - 2e du Grand Prix de l'industrie et du commerce de Prato
  - 2e de la Coppa Marin
- 1941
  - 1 étape de la Stafetta del Ventennale
  - 3e du Tour des Marches
  - 10e du Tour de Lombardie
- 1942
  - 2e des Trois vallées varésines
  - 3e du Tour de Campanie
  - 3e de la Coppa Marin 
  - 7e du Tour de Lombardie

### Résultats sur les grands tours

#### Tour de France
4 participations
- 1933 : 39e
- 1934 : abandon (7e étape)
- 1935 : abandon (15e étape), vainqueur de la 13ea étape
- 1938 : 33e

#### Tour d'Italie
8 participations
- 1932 : 36e
- 1933 : non-partant (7e étape)
- 1934 : abandon (7e étape)
- 1935 :  Vainqueur final, vainqueur des 1re et 11e étapes,  maillot rose pendant 14 jours
- 1936 : 8e
- 1937 : 18e
- 1939 : 23e, vainqueur de la 1re étape,  maillot rose pendant 1 jour
- 1940 : non-partant (18e étape)